# Paul Phillipe

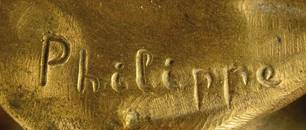
Signatur Paul Philippes

Paul Phillipe (* 1870; † 1930, auch Paul Philippe) war ein Bildhauer.

## Leben

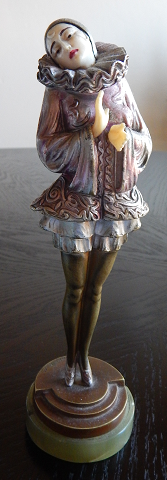
Pierette, etwa 1922.

Phillipe studierte an der Königlichen Akademie der Künste in Berlin. Im Jahr 1900 zog er nach Paris, wo er bald in Les Fusains, einer Künstlerkolonie am Fuß des Montmartre im 18. Arrondissement lebte und ein Schüler Antonin Larreux’ (1859–1913) war.
Von 1902 bis 1909 stellte er auf den Salons der Société des Artistes Français in Paris aus. 1907 stellte er hier seine Skulptur Le Réveil (deutsch Das Erwachen) vor. 1909 zeigte er seine Statuette aus Bronze, Marmor und Elfenbein mit dem Titel Farniente (Faulenzerei) und eine aus Bronze, Marmor und Elfenbein gefertigte Gruppe mit dem Namen Grâce et Force (Grazie und Kraft), die beide von der Bildgießerei Arthur Goldscheider handwerklich umgesetzt worden waren.
Andere seiner im Jugendstil und später im Stil des Art déco gehaltenen Arbeiten wurden von Les Neveux de Jules Lehmann, Rosenthal & Maeder sowie von Goldscheider gefertigt.

## Werke (Auswahl)
- Russische Tänzerin
- Spanische Tänzerin
- Tänzerin mit Turban
- Die Rose
- Reigen
- Pierette
- Mädchen mit Papagei
- Die Badende
- Mädchen mit Spiegel
- Aufstehen
- Herausforderung
- Gehobener Stil
- Flötenspielerin
- Walküre